# 上一宮大粟神社
上一宮大粟神社（日语：／ Kamiichinomiya Oawa-jinja */?）是日本德島縣名西郡神山町神領字西上角的神社，社格是式內大社（論社）、阿波國一宮和鄉社，祭神是大宜都比賣命，別當寺是神宮寺。氏子方面，根據《府縣鄉社明治神社誌料》和《日本社寺大觀》記載是600戶，《全國神社名鑒》則指是一千戶，有350名崇敬者。

## 位置與名稱
神社位於鮎喰川以及其支流之間的大粟山。行政區劃方面，神社原屬阿波國名方郡埴土鄉，後為名西郡神領村，大字是神領，字是西上角。名稱方面，神社古稱一宮明神、田之口大明神、上一宮大明神和大粟上一宮大明神等等，在中世時稱作大粟大明神，《阿府志》和《阿波志》稱其為田口大明神和大粟神社，其中田口大明神源於阿波國司田口息繼，其族人視神社為田口氏祖神而來。當地居民則稱神社為「大阿波（大粟）」。神社在明治3年（1870年）時改名為埴生女屋神社，不過在氏子的請求下於1895年10月29日改回上一宮大粟神社。上一宮是基於在久安2年7月11日（1146年8月19日）之前分靈出去的下一宮神社而來，即後來的一宮神社。

## 歷史
神社創建時期不明，根據《府縣鄉社明治神社誌料》記載，大宜都比賣命從伊勢國丹生鄉來到此地，種植大量粟，因此得名大粟山，大宜都比賣命作為大粟神，開始興建供奉其的社殿而來。元慶7年12月28日（884年1月29日），根據《日本三代實錄》記載，神社以「埴生女屋神社」之名獲敘從五位下的神階。神社作為「埴生女屋神社」雖然是式外社，但是也有說法將其視為式內大社天石門別八倉比賣神社的論社。承和8年8月21日（841年9月9日），根據《續日本後紀》記載，天石門別八倉比賣神社從正八位上升至從五位下。貞觀7年2月27日（865年3月28日），根據《日本三代實錄》記載，神社從正五位下升至從四位下，貞觀13年2月26日（871年3月20日）升從四位上，貞觀16年3月14日（874年4月4日）升正四位下，元慶3年6月23日（879年7月16日）升至正四位上。最終，天石門別八倉比賣神社在元曆2年3月3日（1185年4月4日）升至正一位。除了上一宮大粟神社外，一宮神社和八倉比賣神社也是天石門別八倉比賣神社的論社。
一宮方面，根據勸善寺藏的《大般若經》第73卷以及第600卷的奧書記載，神社的所在地至少在嘉慶2年2月5日（1388年3月13日，元中5年）前便稱為上一宮，雖然沒有中世文獻反映神社為一宮，但是由於其社司是阿波國衙的有力在廳官人，因此神社作為一宮得到承認。久安2年7月11日前，神社的一宮機能轉移至其分靈而來的一宮神社，其後在南北朝時代，再度轉移至鄰近於細川氏守護所的大麻比古神社。此外，根據收錄於《史料纂集》的《山科家禮記》文明13年正月16日（1481年2月14日）條記載，上一宮大粟神社與一宮神社雖然分為上下，但是本為同一神社，為阿州一宮。因此，一宮神社、大麻比古神社以至八倉比賣神社也被視為阿波國一宮。
久安2年7月11日（1146年8月19日），根據《愚昧記》仁安2年（1167年）冬卷裏文書的《河人成俊等問注申詞記》記載，神社宮司河人成高之弟成俊等人由於闖入延命院莊，遭到延命院所司提出解狀，指控其無懼寺家威嚴，危害僧侶和居民。曆應4年（1341年，興國2年），阿波國守護小笠原長宗攻入名西郡上山，取代了神社原本的神官家一宮氏（粟飯原家），並且自稱大宮司以及改姓一宮。其後，長宗之子成宗興建一宮城，並且從神社勸請一宮神社至城下町。後來，成宗將下一宮作為「城主分」交由其長子成良管治，上一宮則作為「神領分」由其次子成直負責，這也是神社所在地神領的名稱由來。
進入江戶時代後，根據社傳記載，神社獲德島藩藩主蜂須賀家政兩度親自前來參拜，並且獲寄進神田，其後歷任德島藩藩主也會供奉祭料至神社。根據享保15年（1730年）的《寺社領相記帳》記載，神社作為「上一宮大明神」，神領為3石，《寬保改神社帳》則稱為大粟上一宮大明神，別當是神宮寺，禰宜是林若狹和古川和泉守。明治3年（1870年），神社改稱為埴生女屋神社明治5年列為鄉社。1895年9月11日，神社總代以及村長聯名向德島縣知事要求將神社名稱改回上一宮大粟神社，並且在同年10月29日得到德島縣知事村上義雄批准。1907年10月5日，神社列為神饌幣帛料供進社。

## 境內
- 本殿
- 大鳥居
- 隨身門
- 石階

根據《日本社寺大觀》、《府縣鄉社明治神社誌料》和《神領村誌》記載，神社境內面積達5481坪（約18119.01平方），《全國神社名鑒》則指是4999坪（約16525.62平方）。本殿佔地5坪（約16.53平方），重建於安永3年（1774年），為寬11尺（約3.33），長16尺（約4.85）的日本鐵杉製春日造檜皮葺建築，底部基座由神領村瀧津產的石材製成，長寬均為10尺2寸（約3.09），向拜部分是9尺4寸（約2.85）。上幣殿和下幣殿均是日本柳杉製瓦頂平房建築，分別是長寬18尺（約5.45）以及寬24尺（約7.27）和長12尺（約3.64）。拜殿佔地47坪（約155.37平方），建於1877年，為寬42尺（約12.73）和長22尺（約6.67）的櫸木製瓦頂入母屋造建築，瓦頂由神領村中津的上野藤喜負責，其中鬼瓦和棟飾是由其從那賀郡福井村邀來的工匠製作而成，另設有唐破風向拜，內部的彩繪格天井由小澤魚興和小澤興年繪製而成。鐘樓則建於元祿14年（1701年）。
神輿庫是寬20尺（約6.06），長13尺（約3.94）的日本柳杉製瓦頂平房建築。大鳥居高33尺（約10），鳥居柱直徑達3尺（約0.91），由混凝土建成。隨身門建於1878年，為寬15尺（約4.55），長8尺（約2.42）的日本扁柏製瓦頂切妻造建築。水屋由神領村谷名的田中喜八為了大東亞戰爭早日結束而在1944年寄進，東仲太郎負責施工，為寬8尺（約2.42），長6尺（約1.82）的木造切妻造建築，其中的手水鉢由神領村川又產的梅林石製成。瑞垣在1953年由氏子寄進，建築材料為御影石，有大柱35支以及小柱155支。境內也建有高8尺4寸（約2.55）的石造狛犬一對、高6尺（約1.82）的石造燈籠一對以及長約200間（約363.64）的石階。
攝社有葛倉神社（腰宮）、八坂神社（須佐宮）、津津姬神社（刻宮）、倭姬神社（白桃妙見神社、齋宮）、妙見神社（星宮）、皇道神社（開宮）、皇子神社（治宮）和葦稻葉神社（若宮神社、穗宮），統稱為大粟八神，祭神分別是葛倉神、須佐男神、津津姬神、倭姬命、妙見神、皇道神、倭建命和葦稻葉神。在大粟八神之上另有別宮上角八幡神社（阿閇宮）。境內攝社有粟神社、天石門別豐玉比賣神社、秋葉神社（火宮）、若宮神社、八坂神社、大山祇神社、上角若宮神社和奧宮天邊野神社。大鳥居附近稱為古祀場的境內末社則有朝宮神社、地神社、皇道神社（猿田彥神社）和庚申社，阿閇御祖神社則位於西上角的宮司家內。

## 註解
1. ↑  丹生鄉現為三重縣多氣郡多氣町丹生（日语：丹生 (多気町)）[7]。
2. ↑  福井村現為德島縣阿南市那賀川町上福井（日语：那賀川町上福井）[5]。

## 外部連結
- . 上一宮大粟神社.   [2023-05-09]. （原始内容存档于2023-05-10） （日语）.
- 的X（前Twitter）（日語）
- 的Instagram帳戶（日語）
- . 神山町.   [2023-05-09]. （原始内容存档于2023-05-09） （日语）.